# Mwanza Mukombo
Mwanza Mukombo (Congo Belga, 17 de dezembro de 1945 – Kinshasa, 13 de outubro de 2001) foi um jogador da seleção de futebol do Zaire (atual República Democrática do Congo) em 1974, na primeira e única vez em que Zaire se classificou para uma Copa do Mundo FIFA.